# Franklin (comté de Venango, Pennsylvanie)
Pour les articles homonymes, voir Franklin.
La ville de Franklin est le siège du comté de Venango, situé dans le Commonwealth de Pennsylvanie, aux États-Unis. Sa population s’élevait à 6 545 habitants lors du recensement de 2010, estimée à 6 078 habitants en 2018.

## Source
- (en) Cet article est partiellement ou en totalité issu de l’article de Wikipédia en anglais intitulé « Franklin, Pennsylvania » (voir la liste des auteurs).